# Poliphilus

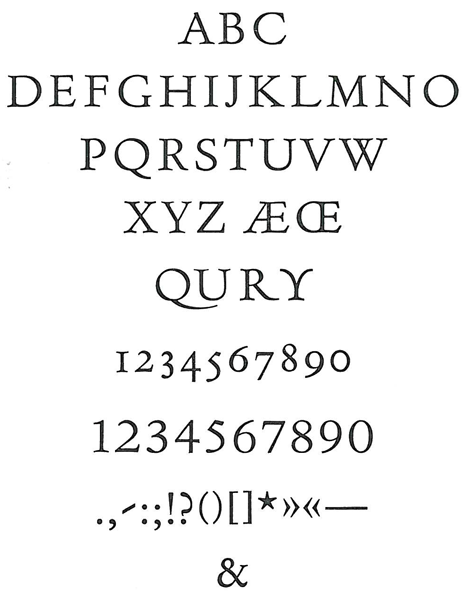
Schriftprobe der Poliphilus: Großbuchstaben, Mediävalziffern und Versalziffern, weitere Zeichen

Die Poliphilus ist eine französische Renaissance-Antiqua-Schrift, die 1923 von Monotype Corporation für die Monotype-Setzmaschine entworfen wurde. Die Herstellung erfolgte für den Bleisatz und in den Schriftgraden 10, 11, 12, 13 und 16 Punkt. Die Antiqua-Großbuchstaben folgen in ihren Proportionen dem klassischen Rhythmus der scriptura quadrata, basierend auf dem Quadratgrundschema. Bemerkenswert ist der lang ausschwingende Schweif, mit dem die beiden Versalien ›Q‹ und ›R‹ ausgestattet sind.

## Entstehungsgeschichte
Als Vorlage für die Poliphilus diente eine Schrifttype, die Aldus Manutius in seiner Druckerei verwendete. Das erste Werk, das er mit dieser Renaissance-Antiqua druckte, war der 1499 erschienene Roman Hypnerotomachia Poliphili (zu deutsch Der Traum des Poliphil) von Francesco Colonna. Nach diesem Buch wurde auch die Replik der Monotype benannt. Sie ist ein minutiöser Nachschnitt der von Aldus Manutius genutzten Originaltype, die Francesco Griffo geschnitten hat. 
Es ist die zweite Type von Griffo, die Aldus besaß; die erste, die De Aetna-Type, diente der Monotype 1929 als Vorlage für die Bembo.
Die Anregung zu einem Nachschnitt von der Schrift dieses Buches kam von der Medici Society in London. Den Anlass dazu bildete die Absicht dieser Gesellschaft, eine englische Übersetzung des Traums des Poliphil mit einem Faksimileschnitt in der Originalgröße von 16 Punkt herauszubringen. Eine solche Übersetzung gab es bis dahin nicht.

## Klassifikation der Schrift
- Nach DIN 16518 gehört die Poliphilus in die Gruppe II (Französische Renaissance-Antiqua)
- Nach Wolfgang Beinert gehört sie zur Gruppe 1, Untergruppe Französische Renaissance-Antiqua